# Amaury de Marchant et d'Ansembourg
Graaf Amaury Jules Victor Marie de Marchan et d'Ansembourg (Sint-Joost-ten-Node 16 augustus 1849 - Brussel 8 april 1926) was een Luxemburgs politicus en diplomaat.

## Biografie

### Familie
Graaf Amaury de Marchant et d'Ansembourg was een telg uit het geslacht De Marchant et d'Ansembourg. Hij was een zoon van graaf Guillaume de Marchant d'Ansembourg, heer van Ansembourg, (1809-1882), stamvader van de Luxemburgse tak van de familie, en Juliette de Bagenrieux de Lanquesaint. Hij was een kleinzoon van baron Philémon de Bagenrieux.
Hij trouwde in 1882 in Schaarbeek met Augusta d'Anethan (1863-1951), grootmeesteres aan het Luxemburgse groothertogelijke hof, dochter van baron Auguste d'Anethan, diplomaat, en kleindochter van baron Jules Joseph d'Anethan en Théodore Mosselman du Chenoy. Ze kregen vijf zoons en vier dochters.
- Gaston de Marchant et d'Ansembourg (1891-1957), gevolmachtigd minister van Luxemburg in België en kamerheer van de groothertog van Luxemburg, trouwde in 1934 in Brussel met Marguerite Brugmann de Walzin (1905-1992), dochter van Frédéric Brugmann de Walzin, bankier en volksvertegenwoordiger. Ze kregen een zoon en een dochter, met afstammelingen tot heden.
- Raymond de Marchant et d'Ansembourg (1897-1959), kamerheer van de groothertogin van Luxemburg, trouwde in 1939 in Etterbeek met Anne-Marie Behaghel de Bueren (1904-1996), dochter van ridder Gaston Behaghel de Bueren, advocaat, schepen van Gontrode, burgemeester van Ruien, provincieraadslid van Oost-Vlaanderen, volksvertegenwoordiger en senator. Ze kregen twee dochters, met afstammelingen tot heden.
- Victor de Marchant et d'Ansembourg (1898-1980), kamerheer van de groothertog van Luxemburg, trouwde in 1929 in Assenois met Christiane van den Corput (1906-1978), dochter van Fernand van den Corput, advocaat, volksvertegenwoordiger en gouverneur van Luxemburg. Ze kregen zes zoons en een dochter, met afstammelingen tot heden.

### Loopbaan
Aanvankelijk was hij kamenier bij de Nederlandse koningin. Op 1 maart 1882 verkreeg hij de Luxemburgse nationaliteit. Hij oefende meerdere officiële Luxemburgse functies uit: kamenier bij de groothertogin van Luxemburg, parlementslid van Luxemburg, burgemeester van Tuntange en zaakgelastigde op de Luxemburgse ambassade in Brussel.
Hij is begraven op het ouderlijk slot Château d’Ansembourg.